# Omgevende isotopie
In de topologie, een deelgebied van de wiskunde, is een omgevende isotopie (Engels: ambient isotopy, ook wel een h-isotopie genoemd) een soort continue vervorming van een "omgevende ruimte", een variëteit, die een deelvariëteit op een andere deelvariëteit overvoert. In de knopentheorie bijvoorbeeld beschouwt men twee knopen aan elkaar gelijk, wanneer men de ene knoop in de andere kan overvoeren zonder de knoop te breken. Een dergelijke vervorming is een voorbeeld van een omgevende isotopie. 

## Definitie
Preciezer uitgedrukt, laat {\displaystyle N} en {\displaystyle M} variëteiten zijn en {\displaystyle g} en {\displaystyle h} inbeddingen van {\displaystyle N} in {\displaystyle M}. Een familie continue functies {\displaystyle (F_{t})} met {\displaystyle t\in [0,1]}
{\displaystyle F_{t}:M\to M}
heet een omgevende isotopie van {\displaystyle g} op {\displaystyle h}, als
- {\displaystyle F_{0}} de identieke afbeelding is,
- elke afbeelding {\displaystyle F_{t}} een homeomorfisme van {\displaystyle M} op zichzelf is, en
- {\displaystyle F_{1}\circ g=h}.